# Anders Andersson i Nyckelby
Anders Andersson (i riksdagen kallad Andersson i Nyckelby), född 26 september 1825 i Stora Tuna socken i Kopparbergs län, död där 9 februari 1892, var en svensk lantbrukare och politiker.
Han var ägare till ett hemman i Nyckelby i Stora Tuna socken i Kopparbergs län. Han företrädde bondeståndet i Falu domsaga vid ståndsriksdagarna 1859–1860, 1862–1863 och 1865–1866. Andersson var senare ledamot av riksdagens andra kammare 1870–1878, invald i Falu domsagas valkrets i Kopparbergs län. Han tillhörde Lantmannapartiet i andra kammaren.